# Péry
Pour les articles homonymes, voir Péry.
Péry est une localité et une ancienne commune suisse du canton de Berne, située dans l'arrondissement administratif du Jura bernois.

## Géographie
Le village de Péry est situé dans la partie inférieure (creux) du vallon de Saint-Imier, sur le cours de la Suze, à l’entrée de la cluse de Rondchâtel. Le point culminant se situe à 1312 mètres, sur le Montoz.

## Histoire
La première mention écrite, sous le nom de Péri, figure sur un acte de donation en faveur de l'abbaye de Moutier-Grandval datant de septembre 884. En 1244, Pierre de Péry (Büderich) est cité comme chevalier et maire de Péry. En 1654, le prince Jean-François de Schönau fait ériger un haut-fourneau à Reuchenette. 
De 1797 à 1815, Péry a fait partie de la France, au sein du département du Mont-Terrible, puis, à partir de 1800, du département du Haut-Rhin, auquel le département du Mont-Terrible fut rattaché. Par décision du Congrès de Vienne, le territoire de l’ancien Évêché de Bâle fut attribué au canton de Berne, en 1815.
Le 30 mars 2014, les habitants de la commune acceptent à 82% la fusion de leur commune avec celle de La Heutte. La nouvelle commune, appelée Péry-La Heutte, est effective depuis le 1er janvier 2015.

## Économie
L'entreprise Ciments Vigier est installée à Rondchâtel depuis 1890.

## Transports
- Ligne Bienne – La Chaux-de-Fonds (CFF), gare de Reuchenette–Péry
- Autoroute A16 (Bienne-Boncourt)  20/21 (La Heutte/Rondchâtel)

## Curiosités
- Temple de 1706, plusieurs fois transformé.
- Chapelle catholique de 1905 sur l'éperon rocheux de la ruine médiévale.
- Ruine de l'ancien siège des ministériaux de Péry, dont il est fait mention du XIIIe au XVIe siècle (vestiges de la tour de garde côté vallée).
- Toise de Saint-Martin : fragment de 4 m d'une piste de roulement au-dessus du tunnel routier construit en 1854 (probablement tronçon de la voie romaine Petinesca-Augusta Raurica ; les ornières de chars sont creusées dans la roche calcaire avec un écartement de 100-110 cm ; niche en plein cintre creusée dans la paroi rocheuse, où se trouvait autrefois une statue de dieu ou de saint. Vestiges archéologiques.
- Rondchâtel : site d'un castel médiéval ;
- Châtillon : site d'un castel médiéval.

## Personnalités
- Alain Reist, joueur de hockey
- Béatus Zumstein (1927-1984), artiste